# Theodora Krarup
Anna Theodora Ferdinanda Alexandra Krarup (21. september 1862 på Scheelenborg – 23. april 1941 i København) var en dansk maler.

## Uddannelse
Hun var datter af godsforvalter på Scheelenborg og siden Gyldensteen Gottlieb Ferdinandt Krarup (1819-1883) og Anna Jessen (1831-1898). Theodora Krarup gennemgik fra ca. 1885 et tegnekursus hos Vilhelm Kyhn, var elev af fru Luise Begas-Parmentier i Berlin 1888 og var elev på Kunstakademiet i København under Viggo Johansen samt hos August Saabye. I 1890 modtog hun Akademiets rejsestipendium. I begyndelsen af 1890'erne var Krarup i Paris, hvor hun var elev ved Académie Julian under professor Jean-Joseph Benjamin-Constant. Hun lærte i Paris af Willy Gretor at restaurere malerier, men var primært portrætmaler. Hun var også på et kort studieophold hos Albert Edelfelt i Helsinki 1896.

## Karriere
Dette foregik som led i en rejse, der 1896 førte Krarup over Sverige (fire måneders ophold) og Finland (to måneders ophold) til Rusland (Sankt Petersborg), hvor hun opholdt sig uafbrudt til 1938, hvorefter hun vendte tilbage til København.
Theodora Krarup fik en bemærkelsesværdig karriere i Rusland, fordi hun virkede i landet både før og efter revolutionen i 1917. Kort efter sin ankomst til den kejserlige hovedstad udførte Krarup 1897 for enkekejserinde Dagmar et portræt (efter fotografi) af hendes afdøde mand tsar Aleksandr III og skabte sig derigennem et navn. For den hovedrige Jelisejev-familie malede hun fem børneportrætter. Hun malede også kejserinde Aleksandra Fjodorovna og hendes to ældste døtre, Olga og Tatjana. Senere sluttede hun venskab med Rasputin og udførte tolv portrætter af ham. Hun modtog den Romanovske Medalje i guld, skænket af tsar Nikolaj II.

### Sovjettiden
Revolutionen ændrede hendes stilling, og hun ernærede sig fra 1921 til 1934 som lærerinde ved en forberedelsesskole til det omdannede russiske kunstakademi. Hun udførte portrættegninger til reproduktion i stort tal efter fotografier af bl.a. Sovjetunionens præsident Mikhail Kalinin (1936, 150.000 eksemplarer) og Maksim Gorkij til ophængning i offentlige kontorer. Hun blev støttet af den førende socialrealistiske maler Isak Brodskij.
Men de blodige udrensninger efter mordet på Sergej Kirov 1934 gav Theodora Krarup et chok, der medførte et par mindre hjerneblødninger. I 1938 blev Krarup tvunget til at vælge mellem sovjetisk statsborgerskab eller at forlade Sovjetunionen for bestandigt. Hun valgte det sidste og måtte tilintetgøre eller efterlade alle ejendele ved afrejsen.
I København boede hun i en lejlighed på Østerbro, hvor hun i foråret 1941 blev opsøgt af journalisten William Haste, som hun fortalte beretningen om sit eventyrlige liv. Uddrag af denne blev bragt i Berlingske Tidendes søndagsudgave. Hun døde ugift senere samme år og er begravet på Bispebjerg Kirkegård. Først efter hendes død blev selvbiografien udgivet i sin helhed under titlen 42 Aar i Czarriget og Sovjet.

## Udstillinger
Krarup udstillede på en række ikke-identificerede udstillinger i Sankt Petersborg før 1917 og på den første statslige Frie Udstilling, Kunstens Palads (tidligere Vinterpaladset), Sankt Petersborg 1919.

## Værker
- Portræt af Alexander III, efter fotografi (1897)
- Portræt af Nikolaj II's hustru Aleksandra Fjodorovna
- Portræt af dennes to ældste døtre
- Portræt af Rasputin (1916)
- Før (En livegen) og Efter (En borger) (1919)